# آرتور پو
آرتور پو (به انگلیسی: Arthur Poe) یکی از شخصیت‌های مجموعه کتاب‌های مجموعه حوادث ناگوار نوشته لمونی اسنیکت است.
آرتور پو، که در کتاب‌ها هیچ‌گاه نامش فاش نمی‌شود، شخصیتی ساده لوح در مجموعه کتاب‌های مجموعه حوادث ناگوار است. او یک بانکدار است و وظیفه حفاظت از بودلرهای یتیم (ویولت، کلاوس و سانی بودلر) را بر عهده دارد. هرچند در طول کتاب هیچگاه این وظیفه را به خوبی انجام نمی‌دهد.
او همسری به نام پالی دارد. دو پسر به نام ادگار و آلبرت پو دارد او خواهری به نام الینورا پو دارد که سردبیر روزنامه پانکتیلیو می‌باشد.
آقای پو آدمی همیشه سرما خورده‌است. در طول کتاب‌ها مدام سرفه می‌کند. البته این سرفه‌ها همیشه بی ضرر نیستند. هنگامی که بودلرها شانس این را بدست می‌آورند که حقیقت‌هایی را به او بگویند او سرفه می‌کند و امید آن‌ها را پوچ می‌سازد.